# Tommy Murphy (Snookerspieler)
Tommy Murphy (* 8. Januar 1962) ist ein ehemaliger nordirischer Snookerspieler, der zwischen 1981 und 1994 für 13 Saisons Profispieler war. In dieser Zeit erreichte er zweimal das Achtelfinale eines Ranglistenturnieres und zweimal das Halbfinale eines Non-ranking-Turnieres sowie Rang 42 der Weltrangliste.

## Karriere
Murphy machte erstmals auf sich aufmerksam, als er 1980 die britische U19-Meisterschaft gewann. 1981 gewann er gegen Billy Mills die nordirische Snooker-Meisterschaft und gegen Tony Kearney die All-Ireland Amateur Championship, verlor aber bei der britischen U19-Meisterschaft im Finale gegen Dean Reynolds. Anschließend wurde Murphy Profispieler.

### Erste Profijahre
Murphy erste Profisaison war die Spielzeit 1981/82, in der Murphy bei allen wichtigen Turnieren sein Auftaktspiel verlor und lediglich bei der Irish Professional Championship zwei Spiele gewinnen konnte, bevor er im Halbfinale mit 0:6 gegen Dennis Taylor verlor. Auch wenn er in der nächsten Saison sowohl bei der UK Championship als auch bei der Snookerweltmeisterschaft ein Spiel gewinnen konnte und anschließend in der finalen Qualifikationsrunde ausschied, blieb er nach beiden Spielzeiten hinsichtlich der Weltrangliste ungesetzt.
Während der Saison 1983/84 gewann Murphy jedoch die Hälfte seiner Spiele und zog dadurch sowohl beim Professional Players Tournament als auch bei der UK Championship in die Runde der letzten 32 ein. Dadurch gelang es ihm, sich auf der Weltrangliste zu platzieren; er wurde nun auf Rang 55 geführt. In der folgenden Saison schied er abgesehen von einigen Auftaktniederlagen zweimal in einer Runde der letzten 64 sowie bei der UK Championship in der Runde der letzten 32 und beim Non-ranking-Turnier Irish Professional Championship im Viertelfinale aus. Deshalb verschlechterte er sich zum Saisonende auf der Weltrangliste bis auf Rang 58.

### Etablierung in den Top 64
Mit der Saison 1985/86 steigerte Murphy seine Form kontinuierlich. Während dieser Saison schied er zweimal in einer Runde der letzten 64 aus und verpasste bei der Snookerweltmeisterschaft mit einer 7:10-Niederlage gegen Eugene Hughes in der finalen Qualifikationsrunde nur knapp den Einzug in die WM-Hauptrunde. Sein bestes Ergebnis bei einem Ranglistenturnier erzielte er zu Saisonbeginn bei der Matchroom Trophy, als er auch mit einem Sieg über seinen irischen Kollegen Eugene Hughes die Runde der letzten 32 erreichte und dort gegen seinen Landsmann Alex Higgins verlor. Die Saison beendete er schließlich mit einer Niederlage im Halbfinale der Irish Professional Championship gegen Higgins’ Rivalen Dennis Taylor. Auf der Weltrangliste konnte er sich marginal auf Rang 57 verbessern.
Im Laufe der Saison 1986/87 schied Murphy fast konstant spätestens und zugleich zumeist in der Runde der letzten 64 aus; lediglich in der WM-Qualifikation (Runde der letzten 48 bzw. finale Qualifikationsrunde) und bei den British Open (Achtelfinale) unterlag er einem Gegner in einer späteren Runde. Dies führte auf der Weltrangliste zu einer Verbesserung auf Rang 44. Ganz ähnlich verlief die nächste Saison, deren Höhepunkte neben einer Viertelfinalteilnahme bei der Irish Professional Championship das Erreichen der Runde der letzten 32 der UK Championship und des Achtelfinales beim Classic waren. Dadurch konnte sich Murphy auf der Weltrangliste erneut verbessern; mit Rang 42 belegte er nun den besten Platz seiner Karriere.
Anschließend verschlechterte sich jedoch Murphys Form wieder. Nachdem er während der Saison 1988/89 bei keinem einzigen Ranglistenturnier über die Runde der letzten 64 hinaus kam und nur wenige Spiele gewinnen konnte, lief der generelle Trend der anschließenden Saison auf dasselbe Ergebnis hinaus. Lediglich bei den British Open gelang ihm dank eines Sieges über Cliff Thorburn der Einzug in die Runde der letzten 32, in der er aber Steve Newbury unterlag. Ohne Einfluss auf der Weltrangliste war eine Teilnahme am Achtelfinale der Dutch Open, da dieses Turnier auf Amateurebene stattfand. Diese Serie von Misserfolg machte sich aber auch ohne diesem Turnier deutlich auf der Weltrangliste bemerkbar, als er über Platz 57 auf Platz 75 abstürzte.

### Letzte Profijahre
Bedingt dadurch, dass er durch seine schlechtere Weltranglistenposition nun auch verstärkt Qualifikationsspiele bestreiten musste und dass seine Form sich erneut verschlechterte, schied Murphy in der Saison 1990/91 fast immer spätestens in der Runde der letzten 96 aus. Lediglich beim Dubai Classic überstand er diese Runde und zog damit in die Hauptrunde ein, unterlag in dieser aber sofort Willie Thorne. Auf der Weltrangliste verlor er infolgedessen erneut 15 Plätze und wurde nun auf Rang 90 geführt. Nachdem er aber in der nächsten Saison jedes Spiel verloren hatte, stürzte er auf Rang 150 ab.
Auch in den folgenden beiden Spielzeiten schaffte es Murphy nicht, einen einzigen Sieg einzufahren, auch wenn er in der Saison 1992/93 zweimal den Decider erreichte. Sein letztes Profispiel bestritt er im Rahmen der Qualifikation für die Snookerweltmeisterschaft 1994 und verlor es mit 3:5 gegen einen unbekannten und unbedeutenden Engländer namens Andrew Essilfie. Anschließend beendete er – abgestürzt auf Rang 228 der Weltrangliste – nach dreizehn Profijahren seine Profikarriere.
In den folgenden Jahren nahm Murphy ohne größeren Erfolg an einigen nationalen Turnieren teil. Zudem spielte Murphy im Team Darcy McGees D innerhalb der Dublin Billiards and Snooker League.

## Erfolge
| Ausgang         | Jahr | Turnier                           | Finalgegner   | Ergebnis |
| --------------- | ---- | --------------------------------- | ------------- | -------- |
| Amateurturniere |      |                                   |               |          |
| Sieger          | 1980 | Britische U19-Meisterschaft       | Keith Hayward | 3:1      |
| Sieger          | 1981 | Nordirische Snooker-Meisterschaft | Billy Mills   | 4:3      |
| Zweiter         | 1981 | Britische U19-Meisterschaft       | Dean Reynolds | 1:3      |
| Sieger          | 1981 | All-Ireland Amateur Championship  | Tony Kearney  | 5:2      |